# Коновалов, Никита Юрьевич
Никита Юрьевич Коновалов (род. 25 июля 1988 года) — российский пловец.

## Карьера
Уроженец Омска. Начал заниматься плаванием с возраста 4 лет. Не достигнув больших успехов в 11 классе бросил занятия плаванием. В 2007 году вернулся в плавание. Начав подготовку к чемпионату России за три месяца, выполнив нормативы мастера спорта. Его тренерами были В. В. Филимонов и В. П. Сапрыкин.
Многократный победитель и призёр чемпионатов мира, Европы и России. Экс-рекордсмен мира.
Приказом Министерства спорта Российской Федерации от 20 июля 2015 г. № 95-нг, в соответствии с Положением о присвоении почётных спортивных званий, утверждённым приказом Министерства спорта, туризма и молодёжной политики Российской Федерации от 27 ноября 2008 г. № 55 (зарегистрирован Министерством юстиции Российской Федерации 18 февраля 2009 г., регистрационный номер № 13385), чемпиону мира и чемпиону Летней Универсиады по плаванию, студенту Сибирского государственного университета физической культуры и спорта Никите Коновалову присвоено почётное звание «Заслуженный мастер спорта России».
В настоящее время живёт и тренируется в Москве.

## Образование
Поступил в Сибирский государственный университет физической культуры. Но не закончил его. С 2008 по 2013 годы обучался в Омском ГУОР.